# Copa de Alemania 2015-16
La DFB-Pokal 2015-16 fue la 73.ª edición de la Copa de Alemania. Inició el 7 de agosto de 2015 con la primera ronda y finalizó el 21 de mayo de 2016 en el estadio Olímpico de Berlín. El campeón fue el Bayern de Múnich, que se clasificó para disputar la Supercopa de Alemania 2016.

## Calendario
Las diferentes rondas han sido programadas de la siguiente forma:
- Primera ronda: 7 al 10 de agosto de 2015
- Segunda ronda: 27 y 28 de octubre de 2015
- Octavos de final: 15 y 16 de diciembre de 2015
- Cuartos de final: 9 y 10 de febrero de 2016
- Semifinales: 19 y 20 de abril de 2016
- Final: 21 de mayo de 2016

## Equipos participantes
Participaron 64 equipos: los 18 equipos de la 1. Bundesliga 2014-15, los 18 equipos de la 2. Bundesliga 2014-15, los 4 mejores equipos de la 3. Liga 2014-15 y 24 equipos de la Regional Cup 2014-15, (Las Regional Cup Westfalen, Bayern y Niedersachsen tienen 2 representantes cada una, las otras Regional Cups solo uno).
1. Bundesliga
| - Bayern de Múnich - Borussia Dortmund - Schalke 04 - Bayer Leverkusen - Wolfsburgo - Borussia Mönchengladbach | - Maguncia 05 - Augsburgo - Hoffenheim - Hannover 96 - Hertha Berlín - Werder Bremen | - Eintracht Frankfurt - Friburgo - VfB Stuttgart - Hamburgo - Köln - Paderborn 07 |

2. Bundesliga
| - Núremberg - Eintracht Braunschweig - Greuther Fürth - Kaiserslautern - Karlsruher - Fortuna Düsseldorf | - 1860 Múnich - St. Pauli - Union Berlín - Ingolstadt 04 - VfR Aalen - Sandhausen | - Frankfurt - Erzgebirge Aue - Bochum - Heidenheim - RB Leipzig - Darmstadt 98 |

3. Liga
| - Arminia Bielefeld - Duisburgo - Holstein Kiel - Stuttgarter Kickers |

Regional Cup
| - Regional Cup Mecklenburg-Vorpommern: Hansa Rostock - Regional Cup Hamburgo: Barmbek-Uhlenhorst - Regional Cup Bremen: Bremer - Regional Cup Brandenburg: Energie Cottbus - Regional Cup Südbaden: Bahlinger - Regional Cup Südwest: Pirmasens - Regional Cup Sachsen: Chemnitzer | - Regional Cup Hessen: Hessen Kassel - Regional Cup Schleswig-Holstein: VfB Lübeck - Regional Cup Niederrhein: Rot-Weiss Essen - Regional Cup Saarland: Elversberg - Regional Cup Mittelrhein: Viktoria Köln - Regional Cup Baden: Nöttingen - Regional Cup Berlín: Dynamo de Berlín | - Regional Cup Westfalen: Sportfreunde Lotte y TuS Erndtebrück - Regional Cup Niedersachsen: Osnabrück y Meppen - Regional Cup Bayern: Würzburger Kickers y Unterhaching - Regional Cup Thüringen: Carl Zeiss Jena - Regional Cup Rheinland: Salmrohr - Regional Cup Sachsen-Anhalt: Hallescher - Regional Cup Württemberg: Reutlingen |

## Sistema de juego
Los equipos se enfrentan en un solo partido por ronda. En caso de empate en tiempo reglamentario, se añadirán dos tiempos suplementarios de quince minutos cada uno y si el encuentro sigue igualado, la tanda de penales definirá que equipo avanza a la siguiente fase.
Para la Primera Ronda (equivalente a los trentaidosavos de final), los 64 equipos participantes se dividieron en dos bombos. En el primer bombo se incluyeron los equipos que clasificaron a través de los campeonatos regionales, los mejores cuatro de la 3. Liga y los últimos cuatro de las 2. Bundesliga. Cada equipo se enfrentó a otro perteneciente al segundo bombo, que incluye los otros 14 de la 2. Bundesliga y los 18 clubes de la 1. Bundesliga. Los clubes del primer bombo ejercieron la localía en el proceso. El sorteo se realizó el 10 de junio de 2015 en el auditorio principal de la ARD, Karlheinz Förster y Andrea Petkovic fueron los encargados de decidir la suerte de cada equipo.
La fórmula de los "dos bombos" se aplicó también para la segunda ronda, con los equipos restantes de la 3. Liga en el primer bombo y los demás equipos en el segundo. Una vez se vacíe uno de los bombos, los equipos restantes se enfrentarán unos contra otros. Si algún conjunto de tercera/amateur continúa en la competición, ejercerá la localía siempre.
El fixture es el siguiente:

## Primera ronda
| 7 de agosto de 2015, 19:00 | Dynamo de Berlín | 0:2 (0:2) | FSV Frankfurt                        | Friedrich-Ludwig-Jahn-Sportpark, Berlín                       |                                                               |
|                            |                  | Reporte   | E. Kapllani 3' (pen.) · Z. Dedič 42' | Asistencia: 6891 espectadores Árbitro(s): Matthias Jöllenbeck | Asistencia: 6891 espectadores Árbitro(s): Matthias Jöllenbeck |

| 7 de agosto de 2015, 19:00 | Erndtebrück | 0:5 (0:2) | Darmstadt 98                                                          | Leimbachstadion, Siegen                                |                                                        |
|                            |             | Reporte   | D. Stroh-Engel 9' 66' · M. Sailer 10' · M. Heller 57' · K. Rausch 84' | Asistencia: 7857 espectadores Árbitro(s): Florian Heft | Asistencia: 7857 espectadores Árbitro(s): Florian Heft |

| 7 de agosto de 2015, 20:00 | Elversberg  | 1:3 (1:1; 0:0) (t. s.)(0:2 t. s.) | Augsburgo                                           | Waldstadion an der Kaiserlinde, Spiesen-Elversberg     |                                                        |
|                            | K. Maek 52' | Reporte                           | R. Bobadilla 83' · S. Mölders 101' · T. Werner 109' | Asistencia: 5435 espectadores Árbitro(s): Sören Storks | Asistencia: 5435 espectadores Árbitro(s): Sören Storks |

| 8 de agosto de 2015, 15:30 | Viktoria Colonia                     | 2:1 (0:1) | Union Berlín  | Sportpark Höhenberg, Colonia                          |                                                       |
|                            | M. Wunderlich 68' · J. Reimerink 74' | Reporte   | C. Quaner 41' | Asistencia: 4540 espectadores Árbitro(s): Timo Gerach | Asistencia: 4540 espectadores Árbitro(s): Timo Gerach |

| 8 de agosto de 2015, 15:30 | Meppen | 0:4 (0:2) | Colonia                                      | Hänsch-Arena, Meppen                                        |                                                             |
|                            |        | Reporte   | A. Modeste 1' 27' (pen.) 79' · S. Zoller 87' | Asistencia: 13 815 espectadores Árbitro(s): Christian Dietz | Asistencia: 13 815 espectadores Árbitro(s): Christian Dietz |

| 8 de agosto de 2015, 15:30 | Hallescher FC | 0:1 (0:0) | Eintracht Braunschweig | Erdgas Sportpark, Halle                                   |                                                           |
|                            |               | Reporte   | H. Zuck 67'            | Asistencia: 8000 espectadores Árbitro(s): Benjamin Cortus | Asistencia: 8000 espectadores Árbitro(s): Benjamin Cortus |

| 8 de agosto de 2015, 15:30 | Stuttgarter Kickers | 1:4 (0:2) | Wolfsburgo                                                     | GAZI-Stadion auf der Waldau, Stuttgart                       |                                                              |
|                            | L. Badiane 79'      | Reporte   | M. Kruse 4' · B. Dost 45' · K. De Bruyne 47' · N. Bendtner 86' | Asistencia: 10 000 espectadores Árbitro(s): Sascha Stegemann | Asistencia: 10 000 espectadores Árbitro(s): Sascha Stegemann |

| 8 de agosto de 2015, 15:30 | Sportfreunde Lotte | 0:3 (0:1) | Bayer Leverkusen                                                  | Sportpark am Lotter Kreuz, Lotte                         |                                                          |
|                            |                    | Reporte   | S. Kießling 15' · H. Çalhanoģlu 55' (pen.) · L. Bender 77' (pen.) | Asistencia: 7000 espectadores Árbitro(s): Martin Thomsen | Asistencia: 7000 espectadores Árbitro(s): Martin Thomsen |

| 8 de agosto de 2015, 15:30 | Duisburgo | 0:5 (0:3) | Schalke 04                                                                          | Schauinsland-Reisen-Arena, Duisburgo                       |                                                            |
|                            |           | Reporte   | K. Huntelaar 3' · M. Nastasić 39' · J. Geis 45' · F. Di Santo 62' · L. Goretzka 85' | Asistencia: 30 600 espectadores Árbitro(s): Wolfgang Stark | Asistencia: 30 600 espectadores Árbitro(s): Wolfgang Stark |

| 8 de agosto de 2015, 15:30 | Würzburger Kickers | 0:2 (0:0; 0:0) (t. s.)(0:2 t. s.) | Werder Bremen                  | flyeralarm-Arena, Würzburgo                            |                                                        |
|                            |                    | Reporte                           | A. Ujah 102' · F. Bartels 108' | Asistencia: 10 600 espectadores Árbitro(s): Rene Rohde | Asistencia: 10 600 espectadores Árbitro(s): Rene Rohde |

| 8 de agosto de 2015, 15:30 | Erzgebirge Aue     | 1:0 (0:0) | Greuther Fürth | Sparkassen-Erzgebirgsstadion, Aue                         |                                                           |
|                            | S. Skarlatidis 68' | Reporte   |                | Asistencia: 6500 espectadores Árbitro(s): Robert Schröder | Asistencia: 6500 espectadores Árbitro(s): Robert Schröder |

| 8 de agosto de 2015, 15:30 | Bremer SV | 0:3 (0:1) | Eintracht Frankfurt                                    | Stadion Vinnenweg, Bremen                                    |                                                              |
|                            |           | Reporte   | L. Castaignos 31' · S. Aigner 52' · L. Waldschmidt 71' | Asistencia: 3400 espectadores Árbitro(s): Thorsten Schriever | Asistencia: 3400 espectadores Árbitro(s): Thorsten Schriever |

| 8 de agosto de 2015, 18:00 | 1860 Múnich                     | 2:0 (0:0) | Hoffenheim | Allianz Arena, Múnich                                   |                                                         |
|                            | D. Claasen 51' · F. Mulić 90+3' | Reporte   |            | Asistencia: 17 800 espectadores Árbitro(s): Harm Osmers | Asistencia: 17 800 espectadores Árbitro(s): Harm Osmers |

| 8 de agosto de 2015, 20:30 | Reutlingen                                      | 3:1 (2:0) | Karlsruher   | Stadion an der Kreuzeiche, Reutlingen                     |                                                           |
|                            | G. Ricciardi 13' (pen.) 33' (pen.) 90+1' (pen.) | Reporte   | D. Kempe 63' | Asistencia: 8111 espectadores Árbitro(s): Michael Kempter | Asistencia: 8111 espectadores Árbitro(s): Michael Kempter |

| 8 de agosto de 2015, 20:30 | Holstein Kiel  | 1:2 (1:1) | Stuttgart                      | Holstein-Stadion, Kiel                                   |                                                          |
|                            | R. Czichos 37' | Reporte   | D. Didavi 41' · D. Ginczek 60' | Asistencia: 9916 espectadores Árbitro(s): Guido Winkmann | Asistencia: 9916 espectadores Árbitro(s): Guido Winkmann |

| 9 de agosto de 2015, 14:30 | Carl Zeiss Jena                                    | 3:2 (2:2; 1:0) (t. s.)(1:0 t. s.) | Hamburgo                           | Ernst-Abbe-Sportfeld, Jena                                   |                                                              |
|                            | J. Gerlach 15' · V. Jovanović 58' · J. Pieles 106' | Reporte                           | I. Olić 49' · M. Gregoritsch 90+4' | Asistencia: 13 800 espectadores Árbitro(s): Frank Willenborg | Asistencia: 13 800 espectadores Árbitro(s): Frank Willenborg |

| 9 de agosto de 2015, 14:30 | Bahlinger                                    | 0:0 (t. s.)(0:0 t. s.)(3:5 p.) | Sandhausen                                                         | Kaiserstuhlstadion, Bahlingen                                |                                                              |
|                            |                                              | Reporte                        |                                                                    | Asistencia: 3500 espectadores Árbitro(s): Florian Badstübner | Asistencia: 3500 espectadores Árbitro(s): Florian Badstübner |
|                            |                                              | Tiros desde el punto penal     |                                                                    |                                                              |                                                              |
|                            | D. Bührer · F. Nopper · W. Adam · C. Göppert |                                | A. Bouhaddouz · L. Paqarada · D. Linsmayer · T. Kister · A. Wooten |                                                              |                                                              |

| 9 de agosto de 2015, 14:30 | Barmbek-Uhlenhorst | 0:5 (0:2) | Friburgo                                       | Edmund-Plambeck-Stadion, Norderstedt                  |                                                       |
|                            |                    | Reporte   | N. Petersen 2' 45+1' 61' 63' · J. Schuster 71' | Asistencia: 4500 espectadores Árbitro(s): Steffen Mix | Asistencia: 4500 espectadores Árbitro(s): Steffen Mix |

| 9 de agosto de 2015, 14:30 | Chemnitzer FC | 0:2 (0:1) | Borussia Dortmund                     | Fischerwiese, Chemnitz                                   |                                                          |
|                            |               | Reporte   | P. Aubameyang 25' · H. Mkhitaryan 82' | Asistencia: 12 500 espectadores Árbitro(s): Peter Sippel | Asistencia: 12 500 espectadores Árbitro(s): Peter Sippel |

| 9 de agosto de 2015, 14:30 | Salmrohr | 0:5 (0:1) | Bochum                                         | Salmtalstadion, Salmtal                                  |                                                          |
|                            |          | Reporte   | S. Terodde 40' 49' 59' · M. Terrazzino 64' 90' | Asistencia: 3000 espectadores Árbitro(s): Patrick Schult | Asistencia: 3000 espectadores Árbitro(s): Patrick Schult |

| 9 de agosto de 2015, 16:00 | Lübeck         | 1:2 (1:0) | Paderborn 07                           | Stadion Lohmühle, Lübeck                               |                                                        |
|                            | S. Richter 43' | Reporte   | M. Bakalorz 54' · M. Sağlik 59' (pen.) | Asistencia: 6000 espectadores Árbitro(s): Arne Aarnink | Asistencia: 6000 espectadores Árbitro(s): Arne Aarnink |

| 9 de agosto de 2015, 16:00 | Rot-Weiss Essen                           | 0:0 (t. s.)(0:0 t. s.)(1:3 p.) | Fortuna Düsseldorf                                                 | Stadion Essen, Essen                                       |                                                            |
|                            |                                           | Reporte                        |                                                                    | Asistencia: 17 500 espectadores Árbitro(s): Daniel Siebert | Asistencia: 17 500 espectadores Árbitro(s): Daniel Siebert |
|                            |                                           | Tiros desde el punto penal     |                                                                    |                                                            |                                                            |
|                            | B. Baier · R. Weber · A. Cekic · M. Fritz |                                | D. Ya Konan · K. Haggui · M. van Duinen · C. Strohdiek · M. Liendl |                                                            |                                                            |

| 9 de agosto de 2015, 16:00 | Pirmasens        | 1:4 (0:2) | Heidenheim                                             | Sportpark Husterhöhe, Pirmasens                          |                                                          |
|                            | A. Schmieden 82' | Reporte   | B. Halloran 28' · S. Morabit 32' · R. Leipertz 51' 80' | Asistencia: 2500 espectadores Árbitro(s): Thorben Siewer | Asistencia: 2500 espectadores Árbitro(s): Thorben Siewer |

| 9 de agosto de 2015, 16:00 | Unterhaching          | 2:1 (1:0) | Ingolstadt 04   | Alpenbauer Sportpark, Unterhaching                        |                                                           |
|                            | M. Einsiedler 30' 47' | Reporte   | M. Hartmann 83' | Asistencia: 6500 espectadores Árbitro(s): Patrick Ittrich | Asistencia: 6500 espectadores Árbitro(s): Patrick Ittrich |

| 9 de agosto de 2015, 16:00 | Nöttingen           | 1:3 (1:3) | Bayern de Múnich                                       | Wildparkstadion, Karlsruhe                                |                                                           |
|                            | N. Hecht-Zirpel 16' | Reporte   | A. Vidal 5' (pen.) · M. Götze 17' · R. Lewandowski 26' | Asistencia: 29 486 espectadores Árbitro(s): Robert Kampka | Asistencia: 29 486 espectadores Árbitro(s): Robert Kampka |

| 9 de agosto de 2015, 18:30 | Hansa Rostock                                                 | 0:0 (t. s.)(0:0 t. s.)(4:5 p.) | Kaiserslautern                                          | Ostseestadion, Rostock                                     |                                                            |
|                            |                                                               | Reporte                        |                                                         | Asistencia: 19 500 espectadores Árbitro(s): Sven Jablonski | Asistencia: 19 500 espectadores Árbitro(s): Sven Jablonski |
|                            |                                                               | Tiros desde el punto penal     |                                                         |                                                            |                                                            |
|                            | T. Jänicke · M. Ahlschwede · M. Ziemer · C. Bickel · J. Ikeng |                                | C. Löwe · D. Halfar · K. Przybyłko · V. Vucur · M. Karl |                                                            |                                                            |

| 9 de agosto de 2015, 18:30 | Hessen Kassel | 0:2 (0:1) | Hannover 96                    | Auestadion, Kassel                                      |                                                         |
|                            |               | Reporte   | S. Sané 15' · K. Karaman 90+2' | Asistencia: 18 482 espectadores Árbitro(s): Patrick Alt | Asistencia: 18 482 espectadores Árbitro(s): Patrick Alt |

| 9 de agosto de 2015, 20:30 | Energie Cottbus | 0:3 (0:2) | Maguncia 05                                    | Stadion der Freundschaft, Cottbus                           |                                                             |
|                            |                 | Reporte   | F. Frei 30' · J. Samperio 33' · C. Clemens 62' | Asistencia: 11 123 espectadores Árbitro(s): Robert Hartmann | Asistencia: 11 123 espectadores Árbitro(s): Robert Hartmann |

| 10 de agosto de 2015, 18:30 | Arminia Bielefeld | 0:2 (0:0) | Hertha Berlín                | SchücoArena, Bielefeld                                     |                                                            |
|                             |                   | Reporte   | S. Kalou 73' · V. Darida 88' | Asistencia: 21 500 espectadores Árbitro(s): Benjamin Brand | Asistencia: 21 500 espectadores Árbitro(s): Benjamin Brand |

| 10 de agosto de 2015, 18:30 | Osnabrück | 0:2     | RB Leipzig | Osnatel-Arena, Osnabrück                                    |                                                             |
| |           | Reporte |            | Asistencia: 10 000 espectadores Árbitro(s): Martin Petersen | Asistencia: 10 000 espectadores Árbitro(s): Martin Petersen |
| El partido fue suspendido a los 71 minutos con el VfL Osnabrück ganando por 1 - 0, cuando un hincha del equipo local lanzó un encendedor e impactó en la cabeza al árbitro del encuentro, el partido fue suspendido poco después. La comisión disciplinaria de la DFB resolvió de acuerdo con el artículo 18, párrafo 4 de las Leyes y Normas de Procedimiento de la DFB, mediante el cual otorga la victoria por 0 - 2 al RB Leipzig. |           |         |            |                                                             |                                                             |

| 10 de agosto de 2015, 18:30 | Aalen                                                      | 0:0 (t. s.)(0:0 t. s.)(1:2 p.) | Núremberg                                                     | Scholz-Arena, Aalen                                         |                                                             |
|                             |                                                            | Reporte                        |                                                               | Asistencia: 9712 espectadores Árbitro(s): Bibiana Steinhaus | Asistencia: 9712 espectadores Árbitro(s): Bibiana Steinhaus |
|                             |                                                            | Tiros desde el punto penal     |                                                               |                                                             |                                                             |
|                             | D. Drexler · M. Schwabl · M. Klauß · S. Kienlen · F. Menig |                                | H. Behrens · M. Brečko · A. Schöpf · E. Hovland · S. Kutschke |                                                             |                                                             |

| 10 de agosto de 2015, 20:30 | St. Pauli         | 1:4 (1:0) | Borussia Mönchengladbach                          | Millerntor-Stadion, Hamburgo                              |                                                           |
|                             | M. Rzatkowski 33' | Reporte   | L. Stindl 54' 67' · I. Traoré 56' · T. Hazard 86' | Asistencia: 28 175 espectadores Árbitro(s): Florian Meyer | Asistencia: 28 175 espectadores Árbitro(s): Florian Meyer |

## Segunda ronda
La segunda ronda fue sorteada el 14 de agosto de 2015, Felix Neureuther y Wolfgang Niersbach fueron los encargados de determinar los cruces.
| 27 de octubre de 2015, 19:00 | Erzgebirge Aue | 1:0 (0:0) | Eintracht Frankfurt | Sparkassen-Erzgebirgsstadion, Aue                           |                                                             |
|                              | M. Wegner 74'  | Reporte   |                     | Asistencia: 10 175 espectadores Árbitro(s): Robert Hartmann | Asistencia: 10 175 espectadores Árbitro(s): Robert Hartmann |

| 27 de octubre de 2015, 19:00 | FSV Frankfurt | 1:2 (1:1; 0:0) (t. s.)(0:1 t. s.) | Hertha Berlín           | Frankfurter Volksbank Stadion, Fráncfort del Meno         |                                                           |
|                              | T. Golley 47' | Reporte                           | S. Kalou 56' 99' (pen.) | Asistencia: 8177 espectadores Árbitro(s): Patrick Ittrich | Asistencia: 8177 espectadores Árbitro(s): Patrick Ittrich |

| 27 de octubre de 2015, 19:00 | Maguncia 05            | 1:2 (1:0) | 1860 Múnich                   | Coface Arena, Maguncia                                  |                                                         |
|                              | C. Schindler 6' (a.g.) | Reporte   | S. Mugoša 70' · R. Okotie 77' | Asistencia: 17 617 espectadores Árbitro(s): Harm Osmers | Asistencia: 17 617 espectadores Árbitro(s): Harm Osmers |

| 27 de octubre de 2015, 19:00 | Núremberg                                                                            | 5:1 (4:0) | Fortuna Düsseldorf | Grundig-Stadion, Núremberg                              |                                                         |
|                              | G. Burgstaller 10' · H. Behrens 17' · N. Füllkrug 41' · T. Leibold 43' · D. Blum 69' | Reporte   | K. Demirbay 72'    | Asistencia: 19 235 espectadores Árbitro(s): Marco Fritz | Asistencia: 19 235 espectadores Árbitro(s): Marco Fritz |

| 27 de octubre de 2015, 20:30 | Unterhaching                                            | 3:0 (2:0) | RB Leipzig | Alpenbauer Sportpark, Unterhaching                      |                                                         |
|                              | M. Einsiedler 5' · M. Rosenzweig 23' · T. Steinherr 67' | Reporte   |            | Asistencia: 5000 espectadores Árbitro(s): Robert Kampka | Asistencia: 5000 espectadores Árbitro(s): Robert Kampka |

| 27 de octubre de 2015, 20:30 | Darmstadt 98                | 2:1 (0:0) | Hannover 96    | Merck-Stadion am Böllenfalltor, Darmstadt                  |                                                            |
|                              | A. Sulu 74' · S. Wagner 79' | Reporte   | A. Sobiech 75' | Asistencia: 15 900 espectadores Árbitro(s): Daniel Siebert | Asistencia: 15 900 espectadores Árbitro(s): Daniel Siebert |

| 27 de octubre de 2015, 20:30 | Bochum             | 1:0 (0:0) | Kaiserslautern | Rewirpowerstadion, Bochum                               |                                                         |
|                              | C. Löwe 67' (a.g.) | Reporte   |                | Asistencia: 18 514 espectadores Árbitro(s): Günter Perl | Asistencia: 18 514 espectadores Árbitro(s): Günter Perl |

| 27 de octubre de 2015, 20:30 | Wolfsburgo      | 1:3 (0:3) | Bayern de Múnich                 | Volkswagen Arena, Wolfsburgo                             |                                                          |
|                              | A. Schürrle 90' | Reporte   | D. Costa 15' · T. Müller 20' 34' | Asistencia: 30 000 espectadores Árbitro(s): Knut Kircher | Asistencia: 30 000 espectadores Árbitro(s): Knut Kircher |

| 28 de octubre de 2015, 19:00 | Viktoria Colonia | 0:6 (0:3) | Bayer Leverkusen                                                                             | Sportpark Höhenberg, Colonia                              |                                                           |
|                              |                  | Reporte   | J. Brandt 15' · K. Bellarabi 35' · J. Hernández 38' 54' · S. Kießling 80' · V. Yurchenko 83' | Asistencia: 6177 espectadores Árbitro(s): Benjamin Cortus | Asistencia: 6177 espectadores Árbitro(s): Benjamin Cortus |

| 28 de octubre de 2015, 19:00 | Sandhausen                                                         | 0:0 (t. s.)(0:0 t. s.)(3:4 p.) | Heidenheim                                                              | Hardtwaldstadion, Sandhausen                             |                                                          |
|                              |                                                                    | Reporte                        |                                                                         | Asistencia: 2693 espectadores Árbitro(s): Wolfgang Stark | Asistencia: 2693 espectadores Árbitro(s): Wolfgang Stark |
|                              |                                                                    | Tiros desde el punto penal     |                                                                         |                                                          |                                                          |
|                              | A. Bouhaddouz · L. Paqarada · D. Roßbach · D. Stolz · D. Linsmayer |                                | K. Kraus · M. Schnatterer · N. Theuerkauf · M. Titsch-Rivero · A. Feick |                                                          |                                                          |

| 28 de octubre de 2015, 19:00 | Borussia Dortmund                                                                                               | 7:1 (3:1) | Paderborn 07 | Signal Iduna Park, Dortmund                              |                                                          |
|                              | A. Ramos 25' · G. Castro 29' 58' · S. Kagawa 43' · İ. Gündoğan 55' (pen.) · Ł. Piszczek 87' · H. Mkhitaryan 89' | Reporte   | S. Lakić 21' | Asistencia: 74 605 espectadores Árbitro(s): Peter Sippel | Asistencia: 74 605 espectadores Árbitro(s): Peter Sippel |

| 28 de octubre de 2015, 19:00 | Friburgo | 0:3 (0:2) | Augsburgo                                     | Schwarzwald-Stadion, Friburgo                                 |                                                               |
|                              |          | Reporte   | J. Dong-Won 11' · A. Esswein 25' · Caiuby 50' | Asistencia: 19 800 espectadores Árbitro(s): Christian Dingert | Asistencia: 19 800 espectadores Árbitro(s): Christian Dingert |

| 28 de octubre de 2015, 20:30 | Carl Zeiss Jena | 0:2 (0:1) | Stuttgart                             | Ernst-Abbe-Sportfeld, Jena                                |                                                           |
|                              |                 | Reporte   | M. Harnik 22' · A. Maxim 90+2' (pen.) | Asistencia: 18 000 espectadores Árbitro(s): Florian Meyer | Asistencia: 18 000 espectadores Árbitro(s): Florian Meyer |

| 28 de octubre de 2015, 20:30 | Reutlingen | 0:4 (0:2) | Eintracht Braunschweig                                | Stadion an der Kreuzeiche, Reutlingen                |                                                      |
|                              |            | Reporte   | G. Holtmann 21' 61' · E. Berggreen 36' · O. Ademi 79' | Asistencia: 7524 espectadores Árbitro(s): Rene Rohde | Asistencia: 7524 espectadores Árbitro(s): Rene Rohde |

| 28 de octubre de 2015, 20:30 | Schalke 04 | 0:2 (0:1) | Borussia Mönchengladbach             | Veltins-Arena, Gelsenkirchen                               |                                                            |
|                              |            | Reporte   | L. Stindl 42' · T. Hazard 53' (pen.) | Asistencia: 60 655 espectadores Árbitro(s): Tobias Stieler | Asistencia: 60 655 espectadores Árbitro(s): Tobias Stieler |

| 28 de octubre de 2015, 20:30 | Werder Bremen | 1:0 (1:0) | Colonia | Weserstadion, Bremen                                    |                                                         |
|                              | A. Ujah 23'   | Reporte   |         | Asistencia: 40 856 espectadores Árbitro(s): Felix Brych | Asistencia: 40 856 espectadores Árbitro(s): Felix Brych |

## Fase final
|  | Octavos de final         | Octavos de final      |                   |       | Cuartos de final  | Cuartos de final  |  |  | Semifinales      | Semifinales      |  |  | Final      | Final      |
|  | 15 y 16 de diciembre     | 15 y 16 de diciembre  |                   |       | 9 y 10 de febrero | 9 y 10 de febrero |  |  | 19 y 20 de abril | 19 y 20 de abril |  |  | 21 de mayo | 21 de mayo |
|  |                          |                       |                   |       |                   |                   |  |  |                  |                  |  |  |            |            |
|  |                          |                       |                   |       |                   |                   |  |  |                  |                  |  |  |            |            |
|  |                          |                       |                   |       |                   |                   |  |  |                  |                  |  |  |            |            |
|  | Stuttgart (t.s.)         | 3                     |                   |       |                   |                   |  |  |                  |                  |  |  |            |            |
|  | Stuttgart (t.s.)         | 3                     |                   |       |                   |                   |  |  |                  |                  |  |  |            |            |
|  | Eintracht Braunschweig   | 2                     |                   |       |                   |                   |  |  |                  |                  |  |  |            |            |
|  | Eintracht Braunschweig   | 2                     | Stuttgart         | 1     |                   |                   |  |  |                  |                  |  |  |            |            |
|  |                          |                       |                   | 1     |                   |                   |  |  |                  |                  |  |  |            |            |
|  |                          | Borussia Dortmund     | 3                 |       |                   |                   |  |  |                  |                  |  |  |            |            |
|  | Augsburgo                | Borussia Dortmund     | 3                 | 0     |                   |                   |  |  |                  |                  |  |  |            |            |
|  | Augsburgo                |                       |                   | 0     |                   |                   |  |  |                  |                  |  |  |            |            |
|  | Borussia Dortmund        | 2                     |                   |       |                   |                   |  |  |                  |                  |  |  |            |            |
|  | Borussia Dortmund        | 2                     | Borussia Dortmund | 3     |                   |                   |  |  |                  |                  |  |  |            |            |
|  |                          |                       |                   | 3     |                   |                   |  |  |                  |                  |  |  |            |            |
|  |                          | Hertha Berlín         | 0                 |       |                   |                   |  |  |                  |                  |  |  |            |            |
|  | Erzgebirge Aue           | Hertha Berlín         | 0                 | 0     |                   |                   |  |  |                  |                  |  |  |            |            |
|  | Erzgebirge Aue           |                       |                   | 0     |                   |                   |  |  |                  |                  |  |  |            |            |
|  | Heidenheim               | 2                     |                   |       |                   |                   |  |  |                  |                  |  |  |            |            |
|  | Heidenheim               | 2                     | Heidenheim        | 2     |                   |                   |  |  |                  |                  |  |  |            |            |
|  |                          |                       |                   | 2     |                   |                   |  |  |                  |                  |  |  |            |            |
|  |                          | Hertha Berlín         | 3                 |       |                   |                   |  |  |                  |                  |  |  |            |            |
|  | Núremberg                | Hertha Berlín         | 3                 | 0     |                   |                   |  |  |                  |                  |  |  |            |            |
|  | Núremberg                |                       |                   | 0     |                   |                   |  |  |                  |                  |  |  |            |            |
|  | Hertha Berlín            | 2                     |                   |       |                   |                   |  |  |                  |                  |  |  |            |            |
|  | Hertha Berlín            | 2                     | Borussia Dortmund | 0 (3) |                   |                   |  |  |                  |                  |  |  |            |            |
|  |                          |                       |                   | 0 (3) |                   |                   |  |  |                  |                  |  |  |            |            |
|  |                          | Bayern de Múnich (p.) | 0 (4)             |       |                   |                   |  |  |                  |                  |  |  |            |            |
|  | 1860 Múnich              | Bayern de Múnich (p.) | 0 (4)             | 0     |                   |                   |  |  |                  |                  |  |  |            |            |
|  | 1860 Múnich              |                       |                   | 0     |                   |                   |  |  |                  |                  |  |  |            |            |
|  | Bochum                   | 2                     |                   |       |                   |                   |  |  |                  |                  |  |  |            |            |
|  | Bochum                   | 2                     | Bochum            | 0     |                   |                   |  |  |                  |                  |  |  |            |            |
|  |                          |                       |                   | 0     |                   |                   |  |  |                  |                  |  |  |            |            |
|  |                          | Bayern de Múnich      | 3                 |       |                   |                   |  |  |                  |                  |  |  |            |            |
|  | Bayern de Múnich         | Bayern de Múnich      | 3                 | 1     |                   |                   |  |  |                  |                  |  |  |            |            |
|  | Bayern de Múnich         |                       |                   | 1     |                   |                   |  |  |                  |                  |  |  |            |            |
|  | Darmstadt 98             | 0                     |                   |       |                   |                   |  |  |                  |                  |  |  |            |            |
|  | Darmstadt 98             | 0                     | Bayern de Múnich  | 2     |                   |                   |  |  |                  |                  |  |  |            |            |
|  |                          |                       |                   | 2     |                   |                   |  |  |                  |                  |  |  |            |            |
|  |                          | Werder Bremen         | 0                 |       |                   |                   |  |  |                  |                  |  |  |            |            |
|  | Unterhaching             | Werder Bremen         | 0                 | 1     |                   |                   |  |  |                  |                  |  |  |            |            |
|  | Unterhaching             |                       |                   | 1     |                   |                   |  |  |                  |                  |  |  |            |            |
|  | Bayer Leverkusen         | 3                     |                   |       |                   |                   |  |  |                  |                  |  |  |            |            |
|  | Bayer Leverkusen         | 3                     | Bayer Leverkusen  | 1     |                   |                   |  |  |                  |                  |  |  |            |            |
|  |                          |                       |                   | 1     |                   |                   |  |  |                  |                  |  |  |            |            |
|  |                          | Werder Bremen         | 3                 |       |                   |                   |  |  |                  |                  |  |  |            |            |
|  | Borussia Mönchengladbach | Werder Bremen         | 3                 | 3     |                   |                   |  |  |                  |                  |  |  |            |            |
|  | Borussia Mönchengladbach |                       |                   | 3     |                   |                   |  |  |                  |                  |  |  |            |            |
|  | Werder Bremen            | 4                     |                   |       |                   |                   |  |  |                  |                  |  |  |            |            |
|  | Werder Bremen            | 4                     |                   |       |                   |                   |  |  |                  |                  |  |  |            |            |

## Octavos de final
El sorteo de esta ronda se realizó el 1 de noviembre de 2015 a las 19:30. La cantante Vanessa Mai, con su banda "Wolkenfrei", se presentaron durante el sorteo, y junto con el secretario general de la DFB Helmut Sandrock fueron quienes determinaron los cruces.
| 15 de diciembre de 2015, 19:00 | Unterhaching | 1:3 (1:1) | Bayer Leverkusen                             | Alpenbauer Sportpark, Unterhaching                       |                                                          |
|                                | Bauer 27'    | Reporte   | Hernández 32' · Kießling 55' · Bellarabi 83' | Asistencia: 12 500 espectadores Árbitro(s): Jochen Drees | Asistencia: 12 500 espectadores Árbitro(s): Jochen Drees |

| 15 de diciembre de 2015, 19:00 | Borussia Mönchengladbach      | 3:4 (1:0) | Werder Bremen                                            | Borussia-Park, Mönchengladbach                          |                                                         |
|                                | Stindl 32' · Hrgota 74' 90+3' | Reporte   | Sternberg 51' · Vestergaard 58' · Pizarro 75' · Ujah 78' | Asistencia: 53 106 espectadores Árbitro(s): Günter Perl | Asistencia: 53 106 espectadores Árbitro(s): Günter Perl |

| 15 de diciembre de 2015, 20:30 | Erzgebirge Aue | 0:2 (0:0) | Heidenheim                  | Sparkassen-Erzgebirgsstadion, Aue                        |                                                          |
|                                |                | Reporte   | Feick 48' · Schnatterer 54' | Asistencia: 8250 espectadores Árbitro(s): Guido Winkmann | Asistencia: 8250 espectadores Árbitro(s): Guido Winkmann |

| 15 de diciembre de 2015, 20:30 | Bayern de Múnich | 1:0 (1:0) | Darmstadt 98 | Allianz Arena, Múnich                                      |                                                            |
|                                | Alonso 40'       | Reporte   |              | Asistencia: 72 500 espectadores Árbitro(s): Daniel Siebert | Asistencia: 72 500 espectadores Árbitro(s): Daniel Siebert |

| 16 de diciembre de 2015, 19:00 | Núremberg | 0:2 (0:1) | Hertha Berlín           | Grundig-Stadion, Núremberg                                 |                                                            |
|                                |           | Reporte   | Darida 32' · Brooks 65' | Asistencia: 35 204 espectadores Árbitro(s): Tobias Stieler | Asistencia: 35 204 espectadores Árbitro(s): Tobias Stieler |

| 16 de diciembre de 2015, 19:00 | Stuttgart                                  | 3:2 (1:1; 1:1) (t. s.)(2:1 t. s.) | Eintracht Braunschweig | Mercedes-Benz Arena, Stuttgart                           |                                                          |
|                                | Niedermeier 21' · Werner 99' · Šunjić 118' | Reporte                           | Baffo 6' · Ademi 110'  | Asistencia: 21 950 espectadores Árbitro(s): Peter Sippel | Asistencia: 21 950 espectadores Árbitro(s): Peter Sippel |

| 16 de diciembre de 2015, 20:30 | Augsburgo | 0:2 (0:0) | Borussia Dortmund               | WWK Arena, Augsburgo                                     |                                                          |
|                                |           | Reporte   | Aubameyang 61' · Mkhitaryan 66' | Asistencia: 30 101 espectadores Árbitro(s): Manuel Gräfe | Asistencia: 30 101 espectadores Árbitro(s): Manuel Gräfe |

| 16 de diciembre de 2015, 20:30 | 1860 Múnich | 0:2 (0:2) | Bochum                     | Allianz Arena, Múnich                                   |                                                         |
|                                |             | Reporte   | Haberer 39' · Hoogland 44' | Asistencia: 19 800 espectadores Árbitro(s): Marco Fritz | Asistencia: 19 800 espectadores Árbitro(s): Marco Fritz |

## Cuartos de final
El sorteo de los cuartos de final tuvo lugar el 16 de diciembre de 2015 en el RevuePalast Ruhr en Herten, durante el programa "Sportschau Club" en TV abierta en el canal Das Erste de la ARD. El secretario general de la DFB Helmut Sandrock condujo el sorteo, con Carsten Lichtlein como el encargado de sortear las bolillas desde el bombo respectivo.
| 9 de febrero de 2016, 19:00 | Bayer Leverkusen     | 1:3 (1:2) | Werder Bremen                                    | BayArena, Leverkusen                                       |                                                            |
|                             | Hernández 22' (pen.) | Reporte   | García 31' · Pizarro 42' (pen.) · Grillitsch 82' | Asistencia: 24 104 espectadores Árbitro(s): Wolfgang Stark | Asistencia: 24 104 espectadores Árbitro(s): Wolfgang Stark |

| 9 de febrero de 2016, 20:30 | Stuttgart | 1:3 (1:2) | Borussia Dortmund                         | Mercedes-Benz Arena, Stuttgart                             |                                                            |
|                             | Rupp 21'  | Reporte   | Reus 5' · Aubameyang 31' · Mkhitaryan 89' | Asistencia: 46 500 espectadores Árbitro(s): Tobias Stieler | Asistencia: 46 500 espectadores Árbitro(s): Tobias Stieler |

| 10 de febrero de 2016, 19:00 | Heidenheim                         | 2:3 (1:2) | Hertha Berlín                    | Voith-Arena, Heidenheim an der Brenz                      |                                                           |
|                              | Feick 10' · Schnatterer 82' (pen.) | Reporte   | Ibišević 14' 21' · Haraguchi 58' | Asistencia: 11 900 espectadores Árbitro(s): Deniz Aytekin | Asistencia: 11 900 espectadores Árbitro(s): Deniz Aytekin |

| 10 de febrero de 2016, 20:30 | Bochum | 0:3 (0:1) | Bayern de Múnich                    | Rewirpowerstadion, Bochum                                   |                                                             |
|                              |        | Reporte   | Lewandowski 39' 90' · Alcántara 61' | Asistencia: 28 000 espectadores Árbitro(s): Bastian Dankert | Asistencia: 28 000 espectadores Árbitro(s): Bastian Dankert |

## Semifinales
El sorteo para las semifinales tuvo lugar el 10 de febrero de 2016, el vicepresidente de la DFB Peter Frymuth fue el encargado del sorteo, como persona encargada de extraer las bolillas estuvo Andreas Wolff.
| 19 de abril de 2016, 20:30 | Bayern de Múnich      | 2:0 (1:0) | Werder Bremen | Allianz Arena, Múnich                                      |                                                            |
|                            | Müller 30' 71' (pen.) | Reporte   |               | Asistencia: 75 000 espectadores Árbitro(s): Tobias Stieler | Asistencia: 75 000 espectadores Árbitro(s): Tobias Stieler |

| 20 de abril de 2016, 20:30 | Hertha Berlín | 0:3 (0:1) | Borussia Dortmund                      | Estadio Olímpico, Berlín                                  |                                                           |
|                            |               | Reporte   | Castro 20' · Reus 75' · Mkhitaryan 83' | Asistencia: 76 233 espectadores Árbitro(s): Deniz Aytekin | Asistencia: 76 233 espectadores Árbitro(s): Deniz Aytekin |

## Final
| 21 de mayo de 2016, 20:30 | Borussia Dortmund                              | 0:0 (t. s.)(3:4 p.)        | Bayern de Múnich                               | Estadio Olímpico, Berlín                                |                                                         |
|                           |                                                | Reporte                    |                                                | Asistencia: 74 322 espectadores Árbitro(s): Marco Fritz | Asistencia: 74 322 espectadores Árbitro(s): Marco Fritz |
|                           |                                                | Tiros desde el punto penal |                                                |                                                         |                                                         |
|                           | Kagawa · Bender · Sokratis · Aubameyang · Reus |                            | Vidal · Lewandowski · Kimmich · Müller · Costa |                                                         |                                                         |

| 38         | Guardameta     | Roman Bürki               |      |
| 25         | Defensa        | Sokratis Papastathopoulos |      |
| 6          | Defensa        | Sven Bender               |      |
| 15         | Defensa        | Mats Hummels              | 78'  |
| 26         | Defensa        | Łukasz Piszczek           |      |
| 29         | Centrocampista | Marcel Schmelzer          | 70'  |
| 33         | Centrocampista | Julian Weigl              |      |
| 27         | Centrocampista | Gonzalo Castro            | 106' |
| 10         | Centrocampista | Henrikh Mkhitaryan        |      |
| 11         | Centrocampista | Marco Reus                |      |
| 17         | Delantero      | Pierre-Emerick Aubameyang |      |
| Entrenador | Entrenador     | Thomas Tuchel             |      |

| 1          | Guardameta     | Manuel Neuer       |      |
| 21         | Defensa        | Philipp Lahm       |      |
| 32         | Defensa        | Joshua Kimmich     |      |
| 17         | Defensa        | Jérome Boateng     |      |
| 27         | Defensa        | David Alaba        |      |
| 23         | Centrocampista | Arturo Vidal       |      |
| 11         | Centrocampista | Douglas Costa      |      |
| 25         | Centrocampista | Thomas Müller      |      |
| 6          | Centrocampista | Thiago Alcántara   |      |
| 7          | Centrocampista | Franck Ribéry      | 108' |
| 9          | Delantero      | Robert Lewandowski |      |
| Entrenador | Entrenador     | Pep Guardiola      |      |

| 37 | Defensa        | Erik Durm       | 70'  |
| 28 | Defensa        | Matthias Ginter | 78'  |
| 23 | Centrocampista | Shinji Kagawa   | 106' |

| 29 | Centrocampista | Kingsley Coman | 108' |

| Shinji Kagawa             | Acierto de penal          | 1:0 |                          |                    |
|                           |                           | 1:1 | Acierto de penal         | Arturo Vidal       |
| Sven Bender               | Fallo de penal (Atajado)  | 1:1 |                          |                    |
|                           |                           | 1:2 | Acierto de penal         | Robert Lewandowski |
| Sokratis Papastathopoulos | Fallo de penal (Desviado) | 1:2 |                          |                    |
|                           |                           | 1:2 | Fallo de penal (Atajado) | Joshua Kimmich     |
| Pierre Aubameyang         | Acierto de penal          | 2:2 |                          |                    |
|                           |                           | 2:3 | Acierto de penal         | Thomas Müller      |
| Marco Reus                | Acierto de penal          | 3:3 |                          |                    |
|                           |                           | 3:4 | Acierto de penal         | Douglas Costa      |

| Amonestado | 39' | Gonzalo Castro            |  |
| Amonestado | 74' | Mats Hummels              |  |
| Amonestado | 99' | Sokratis Papastathopoulos |  |

| Amonestado | 39'  | Franck Ribéry  |  |
| Amonestado | 42'  | Joshua Kimmich |  |
| Amonestado | 47'  | Arturo Vidal   |  |
| Amonestado | 109' | Thomas Müller  |  |

| Árbitro             | Marco Fritz     |
| Árbitros asistentes | Dominik Schaal  |
| Árbitros asistentes | Marcel Pelgrim  |
| Cuarto Árbitro      | Bastian Dankert |

| 38         | Guardameta     | Roman Bürki               |      |
| 25         | Defensa        | Sokratis Papastathopoulos |      |
| 6          | Defensa        | Sven Bender               |      |
| 15         | Defensa        | Mats Hummels              | 78'  |
| 26         | Defensa        | Łukasz Piszczek           |      |
| 29         | Centrocampista | Marcel Schmelzer          | 70'  |
| 33         | Centrocampista | Julian Weigl              |      |
| 27         | Centrocampista | Gonzalo Castro            | 106' |
| 10         | Centrocampista | Henrikh Mkhitaryan        |      |
| 11         | Centrocampista | Marco Reus                |      |
| 17         | Delantero      | Pierre-Emerick Aubameyang |      |
| Entrenador | Entrenador     | Thomas Tuchel             |      |

| 1          | Guardameta     | Manuel Neuer       |      |
| 21         | Defensa        | Philipp Lahm       |      |
| 32         | Defensa        | Joshua Kimmich     |      |
| 17         | Defensa        | Jérome Boateng     |      |
| 27         | Defensa        | David Alaba        |      |
| 23         | Centrocampista | Arturo Vidal       |      |
| 11         | Centrocampista | Douglas Costa      |      |
| 25         | Centrocampista | Thomas Müller      |      |
| 6          | Centrocampista | Thiago Alcántara   |      |
| 7          | Centrocampista | Franck Ribéry      | 108' |
| 9          | Delantero      | Robert Lewandowski |      |
| Entrenador | Entrenador     | Pep Guardiola      |      |

| 37 | Defensa        | Erik Durm       | 70'  |
| 28 | Defensa        | Matthias Ginter | 78'  |
| 23 | Centrocampista | Shinji Kagawa   | 106' |

| 29 | Centrocampista | Kingsley Coman | 108' |

| Shinji Kagawa             | Acierto de penal          | 1:0 |                          |                    |
|                           |                           | 1:1 | Acierto de penal         | Arturo Vidal       |
| Sven Bender               | Fallo de penal (Atajado)  | 1:1 |                          |                    |
|                           |                           | 1:2 | Acierto de penal         | Robert Lewandowski |
| Sokratis Papastathopoulos | Fallo de penal (Desviado) | 1:2 |                          |                    |
|                           |                           | 1:2 | Fallo de penal (Atajado) | Joshua Kimmich     |
| Pierre Aubameyang         | Acierto de penal          | 2:2 |                          |                    |
|                           |                           | 2:3 | Acierto de penal         | Thomas Müller      |
| Marco Reus                | Acierto de penal          | 3:3 |                          |                    |
|                           |                           | 3:4 | Acierto de penal         | Douglas Costa      |

| Amonestado | 39' | Gonzalo Castro            |  |
| Amonestado | 74' | Mats Hummels              |  |
| Amonestado | 99' | Sokratis Papastathopoulos |  |

| Amonestado | 39'  | Franck Ribéry  |  |
| Amonestado | 42'  | Joshua Kimmich |  |
| Amonestado | 47'  | Arturo Vidal   |  |
| Amonestado | 109' | Thomas Müller  |  |

| Árbitro             | Marco Fritz     |
| Árbitros asistentes | Dominik Schaal  |
| Árbitros asistentes | Marcel Pelgrim  |
| Cuarto Árbitro      | Bastian Dankert |

| DFB Pokal Trophy                     |
|                                      |
| Bayern de Múnich Campeón 18.° título |

## Máximos goleadores
| Pos. | Jugador                   | Equipo                   | Goles |
| ---- | ------------------------- | ------------------------ | ----- |
| 1    | Henrikh Mkhitaryan        | Borussia Dortmund        | 5     |
| 2    | Javier Hernández          | Bayer Leverkusen         | 4     |
| 2    | Thomas Müller             | Bayern Munich            | 4     |
| 2    | Nils Petersen             | SC Freiburg              | 4     |
| 2    | Lars Stindl               | Borussia Mönchengladbach | 4     |
| 6    | Pierre-Emerick Aubameyang | Borussia Dortmund        | 3     |
| 6    | Gonzalo Castro            | Borussia Dortmund        | 3     |
| 6    | Markus Einsiedler         | SpVgg Unterhaching       | 3     |
| 6    | Salomon Kalou             | Hertha BSC               | 3     |
| 6    | Stefan Kießling           | Bayer Leverkusen         | 3     |
| 6    | Robert Lewandowski        | Bayern Munich            | 3     |
| 6    | Anthony Modeste           | 1. FC Köln               | 3     |
| 6    | Giuseppe Ricciardi        | SSV Reutlingen           | 3     |
| 6    | Simon Terodde             | VfL Bochum               | 3     |
| 6    | Anthony Ujah              | Werder Bremen            | 3     |